# NGC 2717
NGC 2717 est une galaxie lenticulaire située dans la constellation de la Boussole. NGC 2707 a été découverte par l'astronome britannique John Herschel en 1835.

## Caractéristiques
Sa vitesse par rapport au fond diffus cosmologique est de 2 928 ± 29 km/s, ce qui correspond à une distance de Hubble de 43,2 ± 3,1 Mpc (∼141 millions d'al).
À ce jour, une mesure non basée sur le décalage vers le rouge (redshift) donne une distance d'environ 29,600 Mpc (∼96,5 millions d'al). Cette valeur est loin à l'extérieur des valeurs de la distance de Hubble. Notons que c'est avec la valeur moyenne des mesures indépendantes, lorsqu'elles existent, que la base de données NASA/IPAC calcule le diamètre d'une galaxie et qu'en conséquence le diamètre de NGC 2717 pourrait être d'environ 39,4 kpc (∼129 000 al) si on utilisait la distance de Hubble pour le calculer.